# کیزیل‌کایا (بسنی)
کیزیل‌کایا (به ترکی استانبولی: Kızılkaya) یک منطقهٔ مسکونی در ترکیه است که در بسنی واقع شده‌است.